# Fontenay-Saint-Père
Fontenay-Saint-Père település Franciaországban, Yvelines megyében. Lakosainak száma 955 fő (2022. január 1.). Fontenay-Saint-Père Drocourt, Follainville-Dennemont, Guitrancourt, Limay, Sailly és Saint-Cyr-en-Arthies községekkel határos.

## Népesség
A település népességének változása:
| Lakosok száma | 993  | 1001 | 1020 | 982  | 968  | 954  | 950  | 948  | 955  |
|               | 2013 | 2015 | 2016 | 2017 | 2018 | 2019 | 2020 | 2021 | 2022 |